# Mazurowo (Rosja)
Mazurowo (ros. Мазурово) – wieś w rejonie kemerowskim obwodu kemerowskiego. Wchodzi w skład osiedla wiejskiego Jasnogorskij.
W 2010 we wsi mieszkało 1108 ludzi (539 mężczyzn, 569 kobiet).
Z Mazurowem powiązana jest cegielnia (Mazurowska Fabryka Cegieł z siedzibą w Kemerowie) oraz znajdujące się we wsi sanatorium dla policjantów i weteranów wojennych MSW Rosji.